# Thrawn (roman)
Pour le personnage de Star Wars, voir Thrawn.
Thrawn (titre original : Thrawn) est un roman de science-fiction de Timothy Zahn s'inscrivant dans l'univers étendu de Star Wars. Publié aux États-Unis par Del Rey Books en 2017, puis traduit en français et publié par les éditions Pocket en 2018,, il est le premier roman de la série Thrawn. Il se déroule douze ans avant la bataille de Yavin. Ce roman fut également adapté en bande dessinée en 2018 par Marvel Comics puis traduit en français et publié par Panini Comics.

## Résumé
Sur une planète aux limites des Régions inconnues, en territoire peu connu de l'Empire galactique, des impériaux découvrent un mystérieux individu, un chiss, une espèce inconnue à la peau bleue et aux yeux rouges. Il se présente sous le nom de Thrawn et affirme avoir été exilé par son peuple. Dans cet équipage impérial, seul le cadet Eli Vanto comprend la langue qu'il parle.
Le chiss est ensuite amené à Coruscant afin d'être présenté à l'Empereur. Thrawn se présente à ce dernier comme un allié essentiel. En effet, il est le seul à pouvoir connaître les dangers qui attendent l'Empire galactique dans les Régions inconnues. Le chiss intègre alors une académie, et Eli Vanto lui est assigné comme interprète. Thrawn est alors promu avec une rapidité rare, tout en enquêtant à la recherche du mystérieux Nightswan. En parallèle, Arhinda Pryce gravit les échelons et enquête, mais cette fois dans la politique.

## Personnages
- Thrawn : Guerrier chiss qu'un groupe de militaires de l'Empire galactique découvre[5]
- Eli Vanto : Cadet, puis assistant et interprète de Thrawn[4]
- Colonel Yularen : Agent du Bureau de Sécurité Impérial
- Arihnda Pryce : Femme politique de l'Empire galactique[4]
- Grand Moff Tarkin : Gouverneur de la Bordure Extérieure
- Moff Ghadi : Gouverneur du secteur Tangenine, grand rival de Tarkin
- Dark Sidious : Empereur, intéressé par les services que peut rendre Thrawn à son Empire galactique[5]

## Thrawn
1. Thrawn (Thrawn) - 12 av. BY.
2. Alliances (Alliances) - 2 av. BY.
3. Trahison (Treason) - 1 av. BY.

## Développement
Dans les années 1990, l'écrivain Timothy Zahn écrit pour Lucasfilm des romans qui font suite à la trilogie de films de George Lucas. Ces romans possèdent comme personnage principal un impérial créé par l'auteur : Thrawn. En 2012, ces romans passent dans l'univers dit « Légendes », considéré comme non officiel dans la chronologie Star Wars. Quelques années plus tard, dans le cadre d'une réintroduction des éléments les plus appréciés de l'univers Légendes, le personnage de Thrawn est introduit dans la série Rebels. Zahn écrit peu après le roman intitulé Thrawn  afin de fournir une nouvelle version officielle du personnage.

## Promotion
Le version de Thrawn présente dans l'univers officiel est montrée pour la première fois dans la bande-annonce de la troisième saison de Rebels. Dans le même temps, la rédaction d'un nouveau roman sur le personnage de Thrawn, cette fois inclus dans le nouvel univers officiel, est annoncée par l'auteur des romans Légendes sur Thrawn, Timothy Zahn. Peu après, Star Wars présente sur Twitter la couverture de ce nouveau roman, tout en précisant que la sortie du roman en anglais est prévue pour le printemps 2017,,.

## Accueil
Thrawn est considéré comme l'un des meilleurs romans du nouvel univers officiel de Star Wars, parfois même vu comme possédant des qualités supplémentaires par rapport aux romans déjà très appréciés de l'univers Légendes sur le personnage de Thrawn. Ainsi, le fait que ce roman conserve une partie de la version Légendes de Thrawn tout en ajoutant diverses nouveautés comme le très apprécié Eli Vanto le favorise auprès des critiques,,.

## Postérité
Le 21 juillet 2017, il est annoncé que le roman Thrawn est en train d'être adapté en bande-dessinée. La date de commencement de la publication de cette mini-série de comics fournie est en février 2018. L'écrivain Jody Houser, qui a alors déjà publié l'adaptation de Rogue One en bande-dessinée l'année de cette annonce, est chargé de rédiger la mini-série de comics Thrawn.
Peu après, le 6 octobre 2017, Star Wars annonce sur Twitter que le roman Thrawn obtient prochainement une suite. Cette suite est intitulée Thrawn: Alliances. La première information donnée sur cette suite est la présence du personnage de Dark Vador. La publication de Thrawn: Alliances est annoncée pour l'été 2018 en anglais.
En 2018 arrive aussi un autre prolongement de l'histoire du personnage de Thrawn. Il s'agit de la quatrième et dernière saison de Rebels.
Le 4 octobre 2019, une trilogie préquelle au roman Thrawn est présentée. Elle s'intitule Thrawn : L'Ascendance. Elle est annoncée pour mai 2020. Elle permet de découvrir les origines de Thrawn et sa place au sein de l'Ascendance chiss.